# Comuna de Gorzków
Gorzków (polaco: Gmina Gorzków) é uma gminy (comuna) na Polónia, na voivodia de Lublin e no condado de Krasnostawski. A sede do condado é a cidade de 1999.
De acordo com os censos de 2004, a comuna tem 4149 habitantes, com uma densidade 43,1 hab/km².

## Área
Estende-se por uma área de 96,19 km², incluindo:
- área agrícola: 85%
- área florestal: 10%

## Demografia
Dados de 30 de Junho 2004:
|                      | Total   | Total | Mulheres | Mulheres | Homens  | Homens |
| -------------------- | ------- | ----- | -------- | -------- | ------- | ------ |
|                      | pessoas | %     | pessoas  | %        | pessoas | %      |
| População            | 4149    | 100   | 2199     | 53       | 1950    | 47     |
| Densidade (pop./km²) | 43,1    | 100   | 22,9     | 22,9     | 20,3    | 20,3   |

De acordo com dados de 2002, o rendimento médio per capita ascendia a 1072,98 zł.

## Comunas vizinhas
- Izbica, Krasnystaw, Łopiennik Górny, Rudnik, Rybczewice, Żółkiewka